# Honkasaari (ö i Finland, Södra Savolax, Nyslott, lat 62,47, long 28,74)
Honkasaari är en ö i Finland. Den ligger i sjön Kermajärvi och i kommunen Heinävesi i den ekonomiska regionen  Nyslotts ekonomiska region  och landskapet Södra Savolax, i den sydöstra delen av landet, 300 km nordost om huvudstaden Helsingfors. Öns area är 5,6 hektar och dess största längd är 0,5 kilometer i öst-västlig riktning.